# آلبرشت مایر
آلبرشت مایر (آلمانی: Albrecht Mayer؛ زادهٔ ۳ ژوئن ۱۹۶۵) رهبر ارکستر، موسیقی‌دان و نوازندهٔ برجستهٔ ابوا اهل آلمان است.
او نوارندهٔ اصلی ابوا در فیلارمونیک برلین است و در زمینهٔ تک‌نوازی این ساز، شهرت بین‌المللی دارد.